# Cessna 310
O Cessna 310 é um avião bimotor fabricado pela empresa americana Cessna Aircraft Company com capacidade para transportar até quatro passageiros. Dezenas de variantes foram produzidas a partir do modelo original do 310, incluindo algumas versões militares.

## Desenvolvimento
O 310 voou pela primeira vez em 3 de janeiro de 1953, com as entregas começando no final de 1954. As linhas modernas e elegantes do novo bimotor foram complementadas por recursos inovadores, como tubos aumentadores de empuxo de exaustão do motor e o armazenamento de todo o combustível em tanques de ponta nos primeiros modelos. Em 1964, o exaustor do motor foi alterado para fluir sob a asa em vez dos tubos aumentadores, que eram considerados barulhentos.
Típico das convenções de nomenclatura de modelos da Cessna, uma letra foi adicionada após o número do modelo para identificar mudanças no design original ao longo dos anos. A primeira atualização significativa na série 310 foi o 310C em 1959, que introduziu motores Continental IO-470-D mais potentes de 260 hp (194 kW). Em 1960, o 310D apresentou superfícies verticais de cauda inclinadas para trás. Uma janela extra na cabine foi adicionada com o 310F.
O turboalimentado 320 Skyknight foi desenvolvido a partir do 310F. Equipado com motores TSIO-470-B e apresentando uma janela extra na cabine de cada lado, esteve em produção entre 1961 e 1969 (o 320E foi nomeado Executive Skyknight), quando foi substituído pelo semelhante Turbo 310.
O 310G foi certificado em 1961 e introduziu os tanques de combustível nas pontas das asas inclinadas encontrados na maioria da linha de produtos bimotor da Cessna, comercializados como tanques "stabila-tip" pela Cessna, pois eram destinados a auxiliar na estabilidade em voo. Uma única janela lateral substituiu as duas janelas traseiras no 310K (certificado no final de 1965), com hélices de três pás opcionais também sendo introduzidas. Desenvolvimentos subsequentes incluíram o 310Q e o turboalimentado T310Q com uma cabine traseira redesenhada com uma janela no teto, e os finais 310R e T310R, identificáveis pelo nariz alongado contendo um compartimento de bagagem. A produção terminou em 1980.
Ao longo dos anos, houve várias modificações no 310 para melhorar o desempenho. O renomado engenheiro aeronáutico Jack Riley produziu duas variantes, o Riley Rocket 310 e o Riley Turbostream 310. Riley substituiu os motores Continental padrão de 310 hp (230 kW) por motores Lycoming TIO-540 de 350 hp (261 kW). Esses motores turboalimentados e interresfriados foram instalados com hélices Hartzell de três pás em uma configuração de rotação contrária para aumentar ainda mais o desempenho e a segurança com um motor. Com um peso bruto de 5.400 lb (2.400 kg), a aeronave tinha uma relação peso/potência de 7,71 lb (3,50 kg) por cavalo de potência. Isso resultou em uma velocidade de cruzeiro de 260 nós (480 km/h; 300 mph) a 18.000 pés (5.500 m) e uma taxa de subida de 3.000 ft/min (15 m/s).

## Histórico operacional

### Aplicações comerciais
O Cessna 310 era uma aeronave de táxi aéreo comum para muitas empresas que surgiram no boom da aviação geral que se seguiu à Segunda Guerra Mundial, nos Estados Unidos. As vantagens do Cessna 310 sobre seus contemporâneos, como o Piper PA-23, eram sua velocidade, custos operacionais e modificações no mercado de reposição, como os kits Robertson STOL, que o tornaram popular mundialmente por suas características de voo em áreas remotas. Ele podia usar pistas curtas, ao mesmo tempo em que carregava uma carga útil grande de 2.000 lb (910 kg) ou mais, a velocidades que eram altas para uma aeronave a pistão bimotor.

### Aplicações militares
Em 1957, a Força Aérea dos Estados Unidos (USAF) selecionou o Cessna 310 para serviço como uma aeronave leve de utilidade para transporte e suporte administrativo. A USAF comprou 160 aeronaves 310A não modificadas com a designação L-27A e apelido não oficial Blue Canoe (Canoa Azul), que foi alterado para U-3A em 1962. Adicionalmente, 36 aeronaves 310 aprimoradas designadas L-27B (posteriormente U-3B) foram entregues entre 1960 e 1961; essas aeronaves eram essencialmente 310Fs militares e, como tal, equipadas com motores mais potentes de 260 hp (194 kW) e podem ser identificadas por suas janelas extras na cabine, nariz mais longo e cauda vertical inclinada. Um estudo da USAF após um ano de serviço operacional constatou que o U-3A tinha custos operacionais diretos de menos de $12 por hora. O U-3 teve serviço ativo em um papel de suporte quando a USAF implantou aeronaves no Vietnã do Sul durante a Guerra do Vietnã, onde foram usadas em voos de correio entre bases aéreas. Algumas aeronaves da USAF foram posteriormente transferidas para o Exército dos EUA e para a Marinha dos EUA, e o tipo continuou em serviço militar nos Estados Unidos até meados da década de 1970.

### Voos notáveis
Em 19 de dezembro de 1992, o desertor cubano Major Orestes Lorenzo Pérez retornou a Cuba em um Cessna 310 de 1961 para buscar sua esposa e seus dois filhos. Voando sem luzes, em baixa velocidade e em altitude muito baixa para evitar o radar cubano, Pérez pegou sua família pousando na rodovia costeira da praia de Varadero, na Província de Matanzas, 150 km a leste de Havana, e conseguiu retornar com sucesso e em segurança para Marathon, Flórida.

## Versões
310
Variante de produção inicial, movida por dois motores Continental O-470-B ou O-470-M de 240 hp (180 kW) com carburadores, com peso máximo de decolagem de 4.600 libras (2.100 kg); em produção para os anos de modelo de 1955-1957, 547 construídos.
310A
Versão militar do 310 para a Força Aérea dos Estados Unidos, designada L-27A e posteriormente U-3A; com motores Continental O-470-M e peso máximo de decolagem de 4.830 libras (2.190 kg); 161 construídos.
310B
Modelo produzido em 1958, com novo painel de instrumentos, motores O-470-M e peso máximo de decolagem de 4.700 libras (2.100 kg); 225 construídos.
310C
Modelo produzido em 1959, com motores Continental IO-470-D injetados a combustível de 260 hp (190 kW) e peso máximo de decolagem aumentado para 4.830 libras (2.190 kg); e pequenas mudanças; 260 construídos. Custo unitário de $59.950 em 1959.
310D
Primeiro modelo com cauda vertical inclinada, outras pequenas mudanças de detalhes; 268 construídos para o ano modelo de 1960.
310E
Versão militar do 310F, designada L-27B e posteriormente U-3B; com peso máximo de decolagem de 4.990 libras (2.260 kg); 36 construídos.
310F
Modelo produzido em 1961, com janela extra na cabine de cada lado, nariz pontudo e outras pequenas mudanças; peso máximo de decolagem de 4.830 libras (2.190 kg); 155 construídos.
310G
Primeiro modelo com tanques de ponta inclinados e opcionais para seis assentos na cabine, com peso máximo de decolagem aumentado para 4.990 libras (2.260 kg) e mudanças de detalhes; 156 construídos em 1962.
310H
Modelo produzido em 1963 com peso máximo de decolagem aumentado para 5.100 libras (2.300 kg) e interior da cabine ampliado. 148 construídos.
E310H
Versão do 310H com peso máximo de decolagem de 4.990 libras (2.260 kg); total combinado de 148 310H e E310H construídos.
310I
Primeiro modelo com compartimentos de bagagem na traseira das nacelas dos motores, motores Continental IO-470-U e pequenas mudanças de detalhes; 200 construídos em 1964.
310J
Modelo produzido em 1965 com pequenas mudanças de detalhes e peso máximo de decolagem de 5.100 libras (2.300 kg).
310J-1
Versão do 310J certificada na Categoria de Utilidade; com peso máximo de decolagem aumentado para 5.150 libras (2.340 kg); capacidade de assentos limitada a quatro pessoas em vez de seis do 310J; e limite de peso de bagagem reduzido.
E310J
Versão do 310J com peso máximo de decolagem reduzido para 4.990 libras (2.260 kg); total combinado de 200 310J, 310J-1 e E310J construídos.
310K
Primeiro modelo com hélices opcionais de três pás e janelas laterais longas 'vista view'; também aumento do peso máximo de decolagem para 5.200 libras (2.400 kg) com motores IO-470-V ou IO-470-VO; 245 construídos em 1966.
310L
Primeiro modelo com capacidade de combustível aumentada via tanques de combustível dentro das asas e tanques opcionais nas nacelas dos motores, também para-brisa de peça única, trem de pouso redesenhado e pequenas mudanças; 207 construídos em 1967.
310M
Designação revisada para o 310E.
310N
Modelo produzido em 1968, com painel de instrumentos revisado e provisão para porta de carga opcional e combustível; 198 construídos.
310P
Modelo produzido em 1969, com motores Continental IO-470-VO, nadadeira ventral e trem de pouso dianteiro mais curto.
T310P
Versão do 310P com motores turboalimentados Continental TSIO-520-B ou TSIO-520-BB produzindo 285 hp (213 kW) e peso máximo de decolagem de 5.400 libras (2.400 kg); total combinado de 240 310P e T310P construídos.
310Q
Último modelo de nariz curto, introduzido em 1970, com peso máximo de decolagem aumentado para 5.300 libras (2.400 kg) e mudanças detalhadas, a partir da 401ª aeronave equipada com um teto traseiro abaulado com janela traseira.
T310Q
Versão do 310Q com motores turboalimentados Continental TSIO-520-B ou TSIO-520-BB e peso máximo de decolagem aumentado para 5.500 libras (2.500 kg); total combinado de 871 310Q e T310Q construídos.
310R
Último modelo de produção, introduzido no ano modelo de 1975, com motores Continental IO-520-M ou IO-520-MB de 285 hp (213 kW); hélices de três pás como padrão; nariz alongado contendo um compartimento de bagagem; e peso máximo de decolagem de 5.500 libras (2.500 kg).
T310R
Versão do 310R com motores turboalimentados Continental TSIO-520-B ou TSIO-520-BB; total combinado de 1.332 310R e T310R construídos.
310S
Designação original para o Cessna 320.
320 Skyknight
Versão ampliada do 310F com seis assentos, cabine maior e dois motores turboalimentados; 110 construídos.
320A Skyknight
Primeiro modelo com tanques de combustível inclinados e pequenas mudanças; 47 construídos.
320B Skyknight
Primeiro modelo com compartimentos de bagagem nas nacelas, pequenas mudanças; 62 construídos.
320C Skyknight
Modelo com cabine mais longa, assento opcional para o sétimo passageiro e pequenas mudanças; 73 construídos.
320D Executive Skyknight
Modelo com janelas traseiras remodeladas e motores TSIO-520-B de 285 hp (213 kW); 130 construídos.
320E Executive Skyknight
Modelo com nariz pontudo, para-brisa de peça única, trem de pouso modificado, aumento do peso de decolagem e pequenas mudanças; 110 construídos.
320F Executive Skyknight
Modelo com pequenas mudanças em comparação ao 320E; 45 construídos.
L-27A
Designação militar dos Estados Unidos para o 310A, posteriormente alterada para U-3A.
L-27B
Designação militar dos Estados Unidos para o 310E/310M, posteriormente alterada para U-3B.
U-3A
L-27A redesignado em 1963.
U-3B
L-27B redesignado em 1963.
Colemill Executive 600
Conversão de modelos 310F a 310Q, substituindo os motores por Lycoming TIO-540-J2BDs de 350 hp (260 kW) acionando hélices de quatro pás.
Riley 65
Conversão oferecida para modelos 310 a 310G, substituindo os motores por dois Continental O-470Ds ou -470Ms de 240-260 hp (179-194 kW).
Riley Super 310
Conversão do Cessna 310/320 com motores Continental TSIO-520J ou 520N de 310 hp (231 kW).
Riley Turbostream
Conversão do Cessna 310 com motores Lycoming de 350 hp.
Riley Rocket
Conversão do Cessna 310 com motores Lycoming IO-540-A1A5 de 290 hp (216 kW) e maior capacidade de combustível.
Riley Turbo-Rocket
Riley Rocket com cada motor equipado com dois turboalimentadores fabricados pela Riley. A velocidade de cruzeiro aumentou de 252 mph (219 kn; 406 km/h) para 302 mph (262 kn; 486 km/h).

## Operadores

### Civil
A aeronave é popular entre as empresas de táxi aéreo e pequenas companhias aéreas alimentadoras, sendo operada por indivíduos e empresas privadas.

### Operadores militares
Os países conhecidos por terem operado o U-3/310 incluem:
- Argentina
  - Força Aérea Argentina — Modelos Cessna 310 e 320
- Bolívia
- Colômbia
  - Força Aérea Colombiana
- República do Congo
- França
  - Força Aérea e Espacial Francesa — 12 operados
- Haiti
  - Corpo Aéreo do Haiti
- Indonésia
  - Força Aérea Indonésia
  - Aviação do Exército Indonésio
- Irã
- Madagascar
  - Força Aérea de Madagascar — Um 310R
- México
  - Aviação Naval Mexicana
- Paraguai
  - Força Aérea Paraguaia
- Peru
  - Marinha Peruana
- Filipinas
  - Força Aérea Filipina
- Arábia Saudita
- Suriname
  - Força Aérea do Suriname
- Tanzânia
  - Força Aérea da Tanzânia
- Estados Unidos
  - Força Aérea dos Estados Unidos recebeu 196 L-27A e L-27B (posteriormente redesignados U-3A e B).
  - Exército dos Estados Unidos recebeu 25 L-27A ex-Força Aérea dos EUA (posteriormente U-3A) e pelo menos 13 L-27B (posteriormente U-3B) a partir de 1960.
- Uruguai
  - Força Aérea Uruguaia (Um 310R)
- Venezuela
  - Marinha Venezuelana

## Especificações
Dados do Observers Book of Aircraft de 1956.
Características gerais
- Tripulação: Um
- Capacidade: Quatro passageiros
- Comprimento: 27 ft 0 in (8,23 m)
- Envergadura: 35 ft 0 in (10,67 m)
- Altura: 10 ft 6 in (3,20 m)
- Área da asa 175 sq ft (16,3 m²)
- Peso vazio 2,850 lb (1,293 kg)
- Peso bruto 4,600 lb (2,087 kg)
- Capacidade de combustível 100 US gal (83 imp gal; 380 L)
- Motorização 2 × motores de pistão opostos horizontalmente Continental O-470-B, 240 hp (180 kW) cada

Desempenho
- Velocidade máxima 220 mph (350 km/h, 190 kn)
- Velocidade de cruzeiro 205 mph (330 km/h, 178 kn)
- Alcance 1,000 mi (1,600 km, 870 nmi)
- Teto de serviço 20,000 ft (6,100 m)
- Taxa de subida 1,700 ft/min (8,6 m/s)